# Эху мак Муйредайг

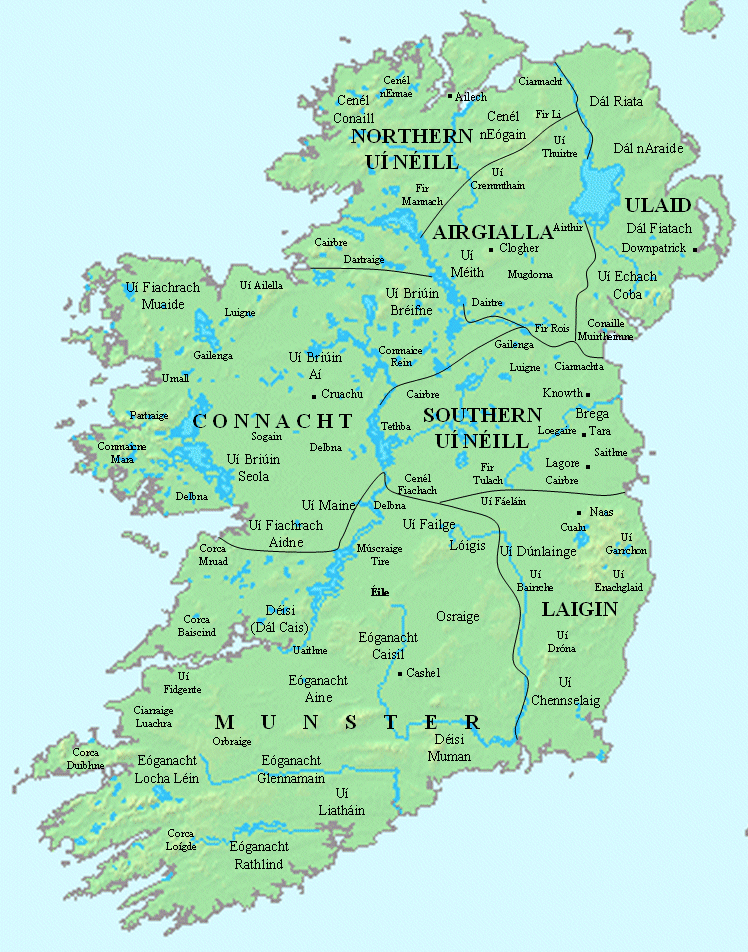
Ирландия в Раннее Средневековье

Эху мак Муйредайг (др.‑ирл. Echu mac Muiredaig; VI век) — король Уи Хеннселайг (Южного Лейнстера) во второй половине VI века.

## Биография
Эху был сыном Муйредаха мак Энгусы, правителя небольшого королевства Уи Хеннселайг, занимавшего южные области Лейнстера. Септ, к которому принадлежал Эху, назывался Уи Фелмеда. Его основателем был Федлимид, сын Энды Кеннсалаха. Хотя предки Эху, отец Муйредах и дед Энгус, были правителями Уи Хеннселайг, ни одному из них не удалось получить власть над всем Лейнстером.
В написанной в XI веке поэме «Рождение Брандуба, сына Эху, и Аэдана, сына Габрана» (др.‑ирл. Gein Branduib maic Echach ocus Aedáin maic Gabráin) сообщается, что Эху мак Муйредайг, изгнанный из Лейнстера своим братом Фаэланом, королём Уи Хеннселайг, нашёл убежище при королевском дворе правителя Дал Риады Габрана. Здесь у него и его супруги Фейдхильм родились близнецы, Брандуб и Айдан. Последний из них, с согласия Эху, был усыновлён королём Габраном, имевшим только дочерей. В обмен далриадский монарх передал Эху свою новорождённую дочь. Когда же король Фаэлан скончался, Эху возвратился в Ирландию и овладел властью над Уи Хеннселайг.
Неизвестно, насколько свидетельства саги соответствовали реальным событиям. Возможно, упомянутое в ней родство правителей Лейнстера и Дал Риады VI—VII веков является отражением тесных ирландско-шотландских связей более позднего времени (например, XI—XII веков). Каких-либо подробностей об обстоятельствах получения Эху мак Муйредайгом престола Уи Хеннселайг в исторических источниках не сохранилось.
В саге король Фаэлан назван братом Эху мак Муйредайга. Однако из списка правителей Уи Хеннселайг, сохранившегося в «Лейнстерской книге», известно, что предшественником Эху был его дальний родственник, король Фаэлан мак Силайн, принадлежавший к роду, основателем которой был Кримтанн мак Эндай. В этом же источнике сообщается, что Эху правил землями Южного Лейнстера десять лет.
Правление Эху мак Муйредайга королевством Уи Хеннселайг датируется современными историками второй половиной VI века. Согласно хронологии королевского списка в «Лейнстерской книге», правление Эху может быть отнесено к 580-м годам. После его смерти престол перешёл к Фораннану мак Маэл Удиру, правившему Уи Хеннселайг четыре года. Сын Эху, Брандуб мак Эхах, не только правил Уи Хеннселайг, но и стал не позднее 597 года королём всего Лейнстера.